# 許天倫
許天倫（1502年—？），字汝明，山西振武衛官籍湖廣沔阳州人，明朝政治人物。

## 生平
嘉靖七年（1528年）戊子科山西鄉試第一名舉人。嘉靖十四年（1535年）中式乙未科會試第一百七十五名，登第三甲第二百零七名進士。授中书舍人，二十一年五月选授兵科给事中，二十四年四月升河南按察司佥事，历河南布政司左参议、山东按察司副使、布政司左参政，嘉靖三十三年（1554年）被降三级。

## 家族
曾祖許能，曾任正千戶；祖父許璿，曾任正千戶；父許印，曾任正千戶。母周氏（贈宜人）。严侍下。弟許天儀。